# Nová Louka (Bedřichov)

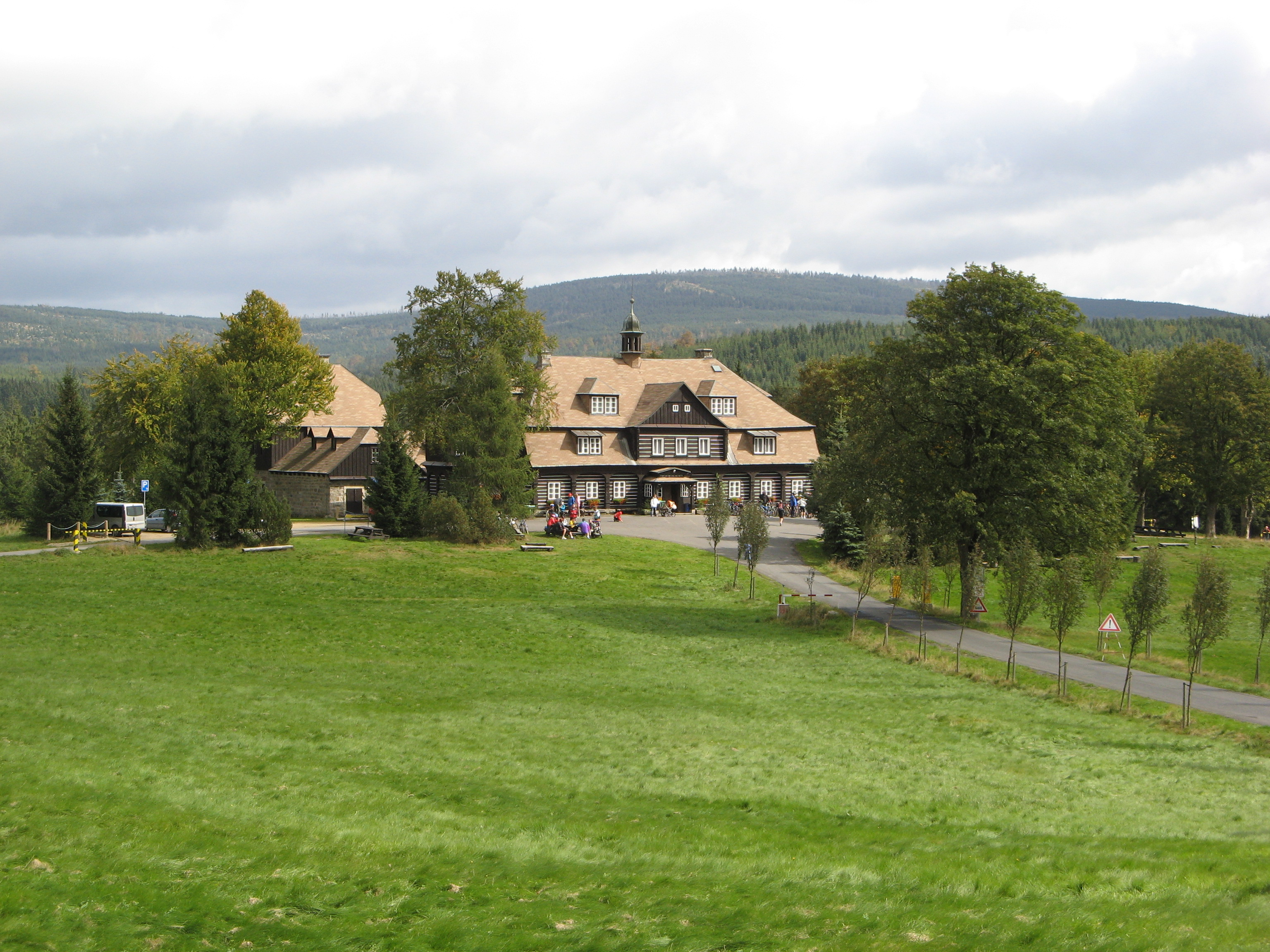
Šámalova chata (2007)

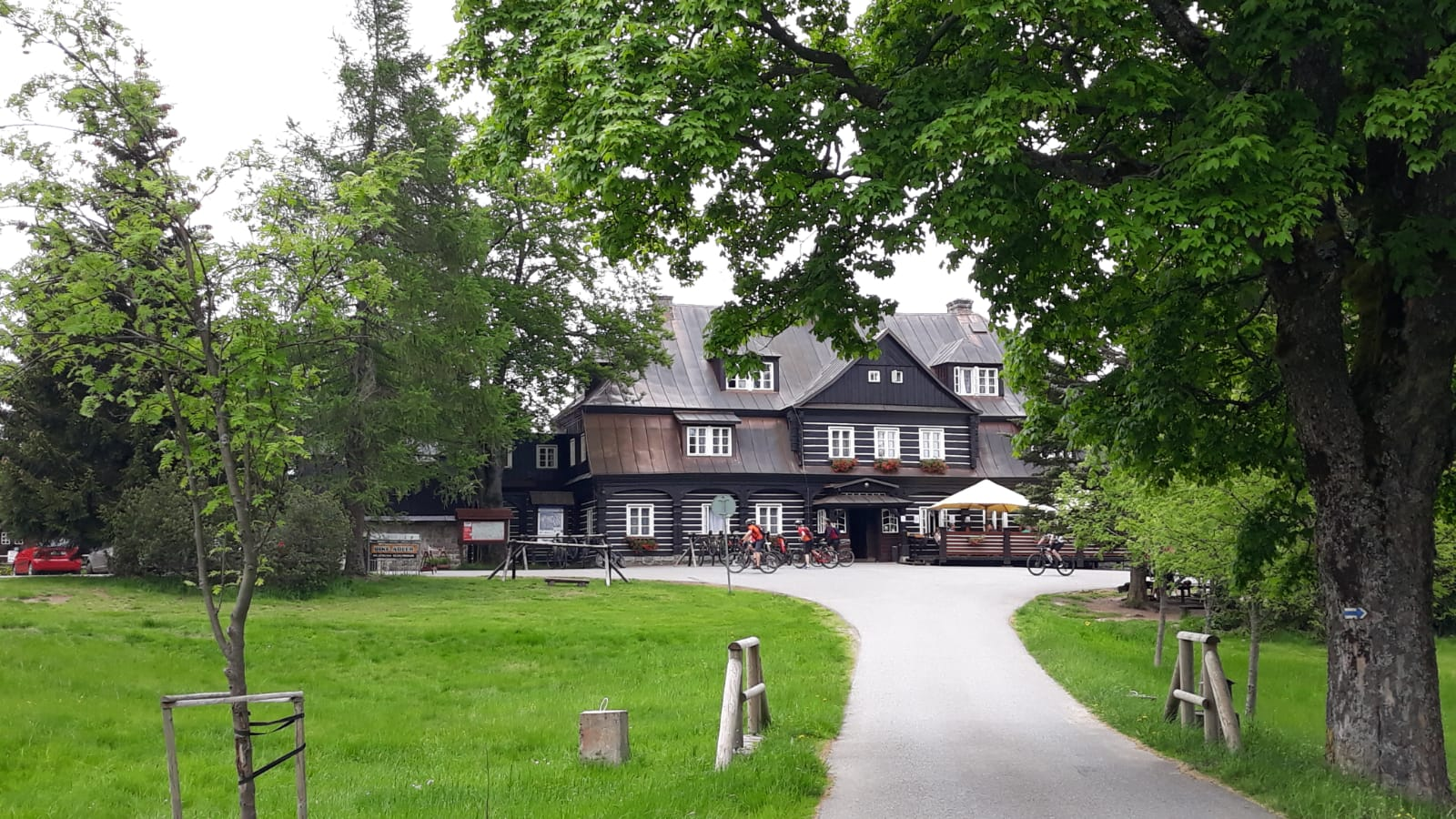
Šámalova chata (2021)

Nová Louka (německy Neuwiese nebo Neue Wiese) je samota blízko Bedřichova v okrese Jablonec nad Nisou ležící na Blatném potoce v Jizerských horách. Jedinou stavbou zde dnes je Šámalova chata, ve které se nachází restaurace. Lokalita je významnou křižovatkou jizerskohorských letních i zimních turistických cest. Tato samota je nedaleko přírodní rezervace Nová louka, chránící zdejší rašeliniště. Dalším dnes užívaným názvem je Šámalova louka na památku období, kdy zdejší chatu užíval prvorepublikový kancléř Přemysl Šámal.
V roce 1630 vznikla na tomto místě nad rašeliništěm paseka, odkud bylo vytěženo dřevo na výstavbu Jičína a Liberce. Vzniklá louka se nejprve používala pro pastvu dobytka, roku 1756 na ní byla postavena sklářská huť, kterou provozoval sklář Riedel. Tato huť byla uzavřena roku 1817 a o dvacet let později byla její budova stržena.
Panský dům majitele bývalé sklárny odkoupili roku 1844 Clam-Gallasové a přestavěli jej na lovecký zámeček. V období mezi světovými válkami jej užíval tehdejší kancléř Přemysl Šámal, v této době byl „Zámeček“ rekonstruován, většina jeho místností byla obložena modřínem a před očekávanou návštěvou prezidenta Beneše do něj byl zaveden elektrický proud od vodní turbíny instalované na asi 800 m vzdáleném Blatném rybníce. Zařízení apartmánu a koupelny bylo shodné se zařízením koupelny ministra Jana Masaryka v Černínském paláci.
Zámeček se dostal roku 1929 do majetku státních lesů a byl po dlouhou dobu sídlem správy bedřichovského polesí. Sloužil také jako vládní rekreační objekt. V roce 1958 byl prohlášen kulturní památkou. Dnes je zde restaurace s možností ubytování.
Na památku JUDr. Přemysla Šámala, který byl vláčen řadou nacistických věznic a nakonec utýrán zemřel v berlínské věznici Moabit, byl na okraji louky vztyčen pamětní kámen s medailonem.
Dne 29. července 1897 bylo na meteorologické stanici naměřeno 345,1 mm srážek za 24 hodin, což je dodnes nepřekonaný středoevropský rekord.